# گوستاوو بنیتز
گوستاوو بنیتز (انگلیسی: Gustavo Benítez؛ زادهٔ ۵ فوریهٔ ۱۹۵۳) بازیکن سابق فوتبال اهل پاراگوئه و مربی کنونی است. او در پست مدافع بازی می‌کرد.
وی همچنین در تیم ملی فوتبال پاراگوئه بازی کرده‌است.